# Baie de Baler
Pour les articles homonymes, voir Baler.
La Baie de Baler est une baie située dans la partie nord-est de l'île de Luçon aux Philippines. C'est une extension de la mer des Philippines, bordée par quatre municipalités de la province d'Aurora. 
De mi-septembre à début mars, la baie est réputée pour ses excellentes conditions de surf. Le film Apocalypse Now, tourné là-bas en 1976, a introduit le sport dans la région et son équipe de production a même laissé plusieurs planches de surf à destination des autochtones. Depuis 1999, la baie accueille chaque année la Coupe de Surf d'Aurora.  Pendant les autres mois de l'année, elle est un lieu idéal pour la plongée ou la planche à voile.

## Galerie

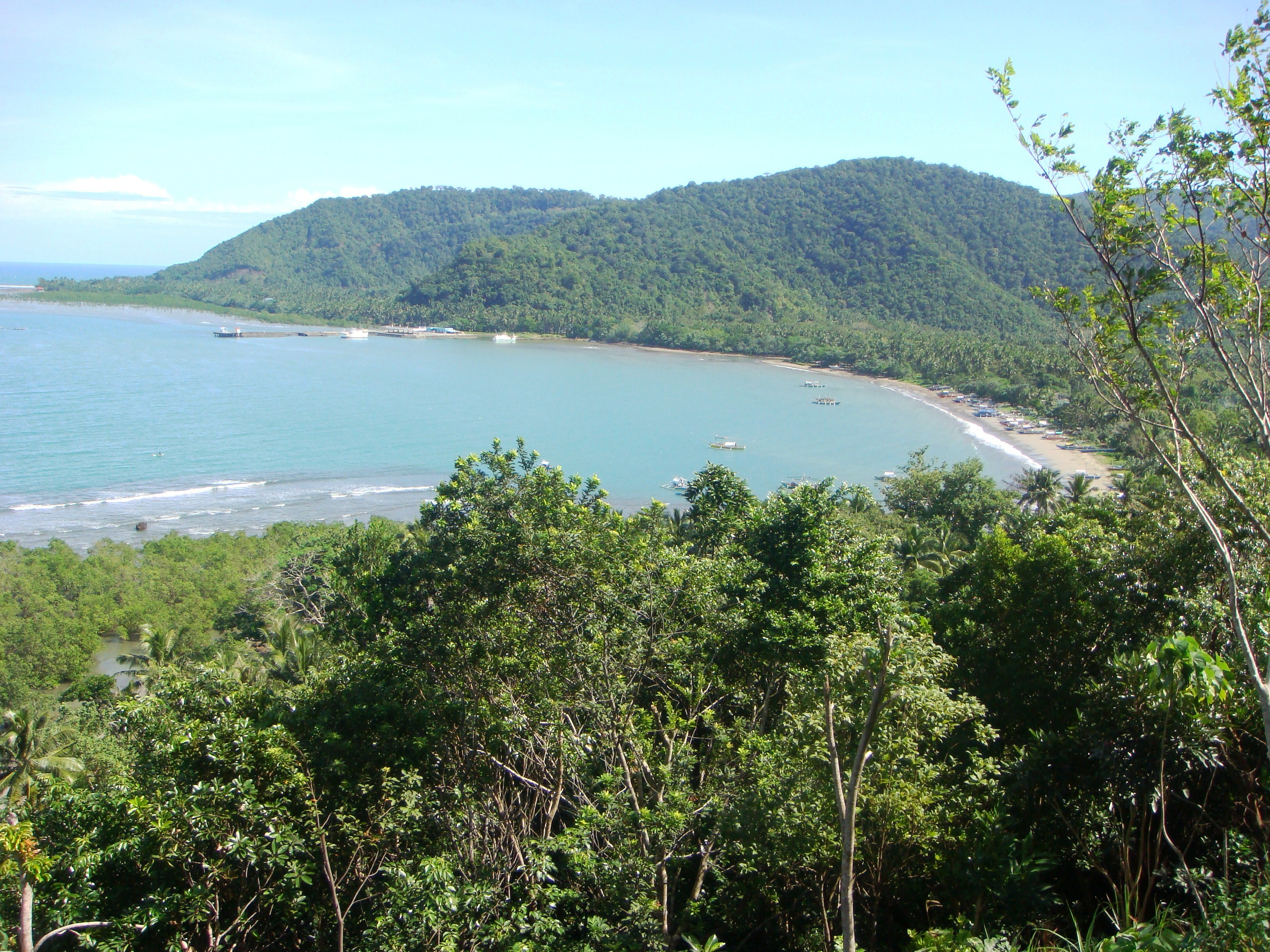
Vue panoramique de la baie depuis le pont du parc de la colline d'Ermita
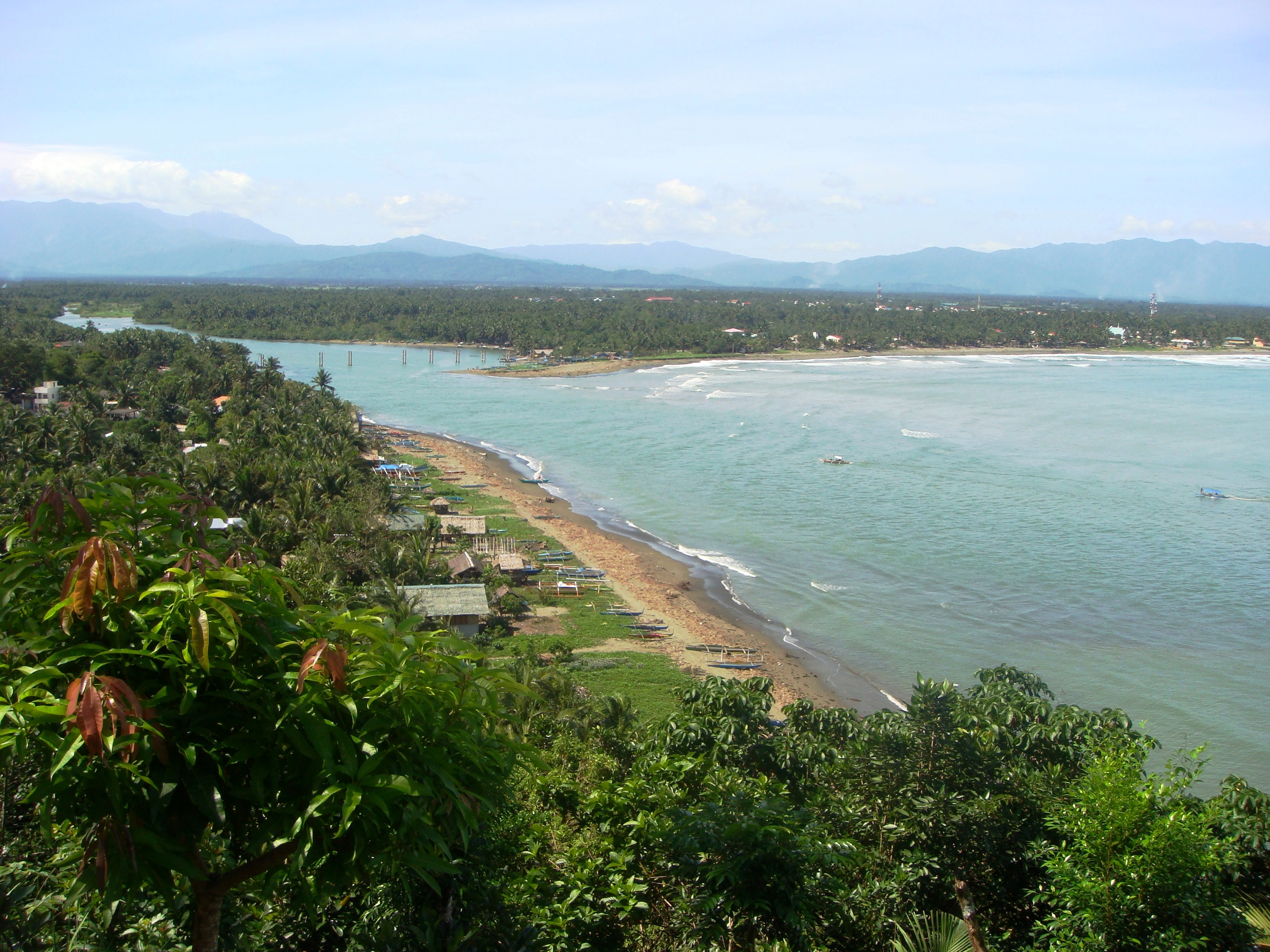
Une autre vue de la baie depuis la colline d'Ermita
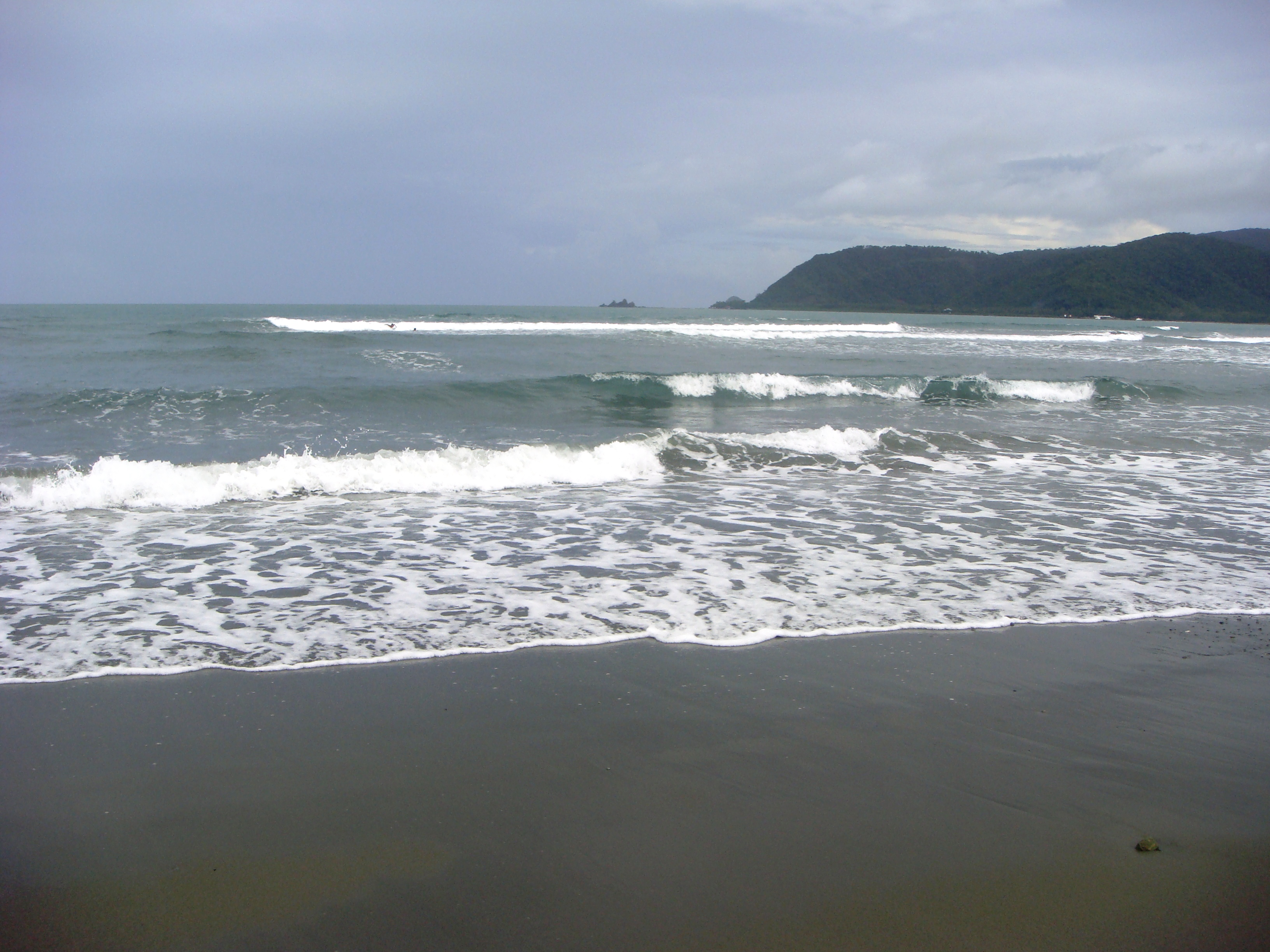
Baie de Baler vue depuis la plage de Sabang